# Wąkrotka azjatycka
Wąkrotka azjatycka (Centella asiatica) – gatunek wieloletnich roślin z rodziny selerowatych (Apiaceae). Jest szeroko rozprzestrzeniona w strefie tropikalnej i subtropikalnej. Rośnie w miejscach wilgotnych, często w zbiorowiskach trawiastych i na brzegach rzek. Na obszarach górskich sięga do 1900 m n.p.m. Jest ważnym ziołem w tradycyjnej medycynie chińskiej. Ma bardzo długą tradycję wykorzystywania w kosmetyce i ziołolecznictwie z bardzo szerokim spektrum zastosowań.

## Morfologia

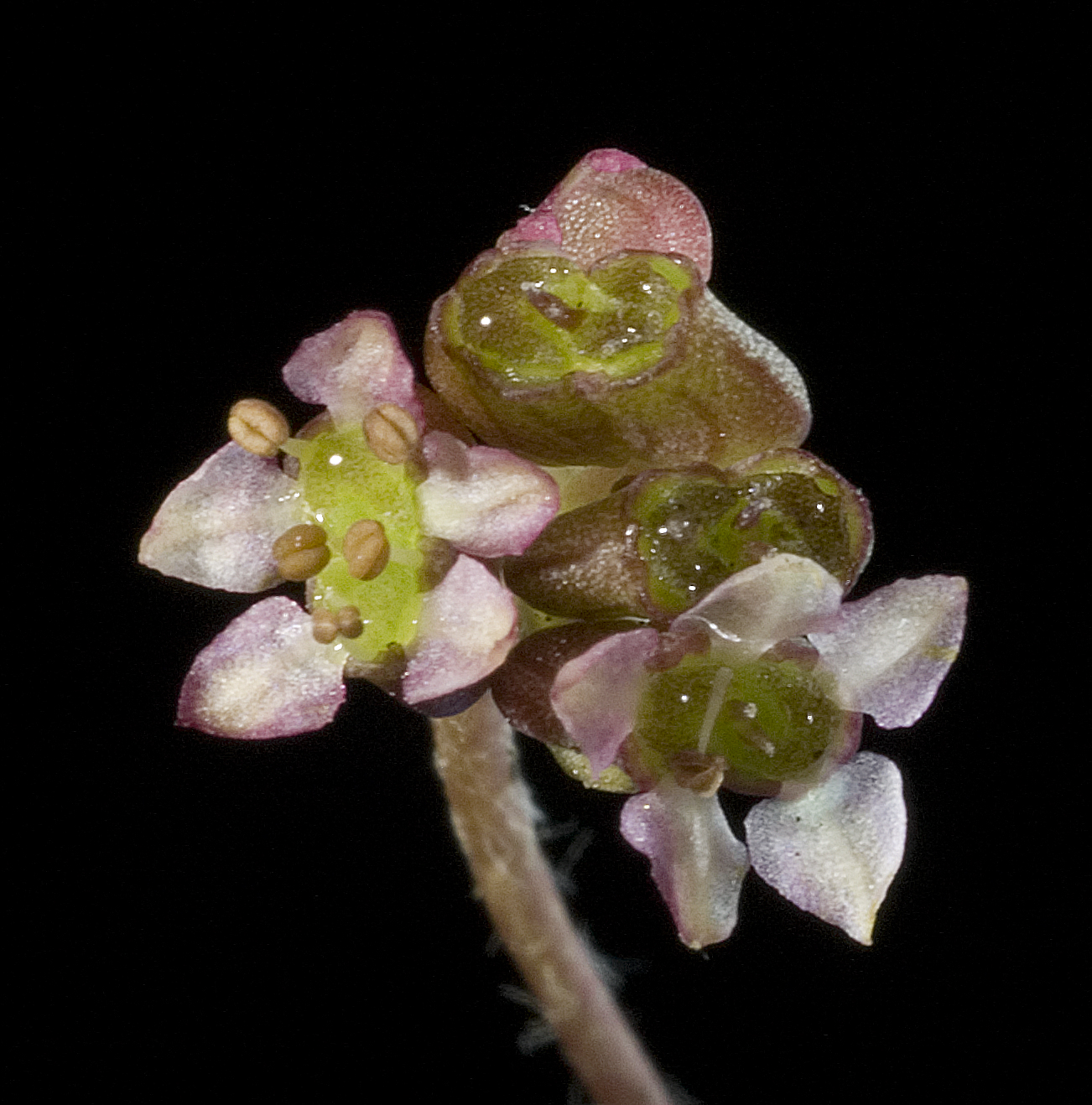
Kwiatostan

PokrójRoślina niska, o łodydze cienkiej, płożącej. Ulistniona jest w węzłach.
LiścieBlaszka liści osadzona na ogonkach długości od 0,5 do 10 cm, rzadko 30 cm, jest zaokrąglona lub nerkowata, karbowana na brzegu. Z wierzchu naga, z grubymi, promienistymi żyłkami. Średnica blaszki wynosi od 1 do 6,3 cm.
KwiatyZebrane zwykle po 3–4 w główkokształtne baldachy. Wsparte są dwoma, rzadziej trzema jajowatymi przysadkami. Kwiaty są bezszypułkowe lub krótkoszypułkowe. Płatki białe lub czerwonawo nabiegłe.
OwoceOkrągłe lub owalne rozłupnie osiągające 2,2 do 3,6 mm długości.